# Ferreyrella
Ferreyrella är ett släkte av korgblommiga växter. Ferreyrella ingår i familjen korgblommiga växter.
Kladogram enligt Catalogue of Life:
| Ferreyrella | \| \| Ferreyrella cuatrecasasii \| \| \| \| \| \| Ferreyrella peruviana \| \| \| \| |
|             | \| \| Ferreyrella cuatrecasasii \| \| \| \| \| \| Ferreyrella peruviana \| \| \| \| |
|             | Ferreyrella cuatrecasasii                                                           |
|             |                                                                                     |
|             | Ferreyrella peruviana                                                               |
|             |                                                                                     |